# 삼진 평정
기원전 206년,  전한은 관중으로 출병해, 항우가 그 지역에 분봉한 세 왕국, 이른바 삼진(三秦)을 평정했다. 《사기》와 《한서》에서는 이 일을 돌아와 삼진을 평정했다(還定三秦, 환정삼진)으로 일컫는다.

## 과정
처음 한나라 군이 진격하다가, 옹나라가 진을 막아서 고조가 돌아가려 했는데, 당시 알자(謁者) 조연(趙衍)이 다른 길을 찾도록 진언해 지날 수 있었다.
한왕 원년(기원전 206년) 8월, 드디어 한신의 계책에 따라 출병해, 조참을 장군으로 삼고 옹나라의 하변(下辨)현과 고도(故道)현을 습격했다. 한편 옹나라 서(西)현승(丞)이 남하해, 한나라에서 별도로 파견한 장수 번쾌의 군대와 백수에서 만나 번쾌가 서현승을 격파했다. 이후 번쾌의 별군과 옹나라의 경거기(輕車騎)부대가 옹현 남쪽에서 맞붙어 또 번쾌가 이겼다. 옹나라 왕 장한은 한나라 군대가 고도현을 습격했다는 소식을 듣고 한나라 군을 진창현에서 요격했고, 한나라 군이 이겨 장한은 달아났다. 조참은 태(斄)현을 공격했고, 옹현을 함락한 번쾌도 같이 태현을 공격해 성에 가장 먼저 올라갔다. 이후 호치현에서 다시 양군이 맞붙었는데, 한나라 군은 조참이 장수가 되었고 옹나라 군은 옹왕 외에에도 옹왕의 아우 장평(章平)의 군대까지 같이 있었다. 이 싸움에서 한나라 군에서는 주발이 가장 활약했고, 옹나라 군이 또 져서 장한은 옹나라의 서울 폐구로 달아났다. 장평 역시 호치 남쪽에서 조참에게 격파당했다. 조참은 호치를 포위해 양향을 획득했고, 삼진의 군대를 양향 동쪽과 고력(高櫟)에서 연이어 격파했다. 그리고 다시 장평이 지키는 호치를 공격하니, 번쾌가 가장 먼저 성에 올라갔고 장평은 달아났으며 호치는 함락됐다. 한나라 왕 유방은 옹나라를 평정하자, 장한이 농성하는 폐구를 포위하는 한편 여러 장수들에게 삼진의 나머지 지역을 석권하게 하고 자신은 함양에 이르렀다. 함양에서 옹나라의 조분(趙賁)과 내사 보(保)를 쳤고, 조참과 번쾌도 참여했으나 여기에서는 주발이 가장 활약했다. 이후 주발은 북으로 가 칠(漆)현을 치고 장평과 요앙(姚卬)을 쳤고, 서쪽으로 가 견(汧)현을 함락했고, 돌아와서 미(郿)현과 빈양(頻陽)현을 함락했다. 번쾌도 미현을 함락했고, 또 괴리(槐里)현과 유중(柳中)현과 함양현을 함락했다. 조참은 경릉(景陵)을 20여 일 간 지켰는데, 장평이 삼진의 군대를 거느리고 와서 조참을 쳤으나 격파됐다. 조참은 장군이 돼 폐구를 포위하고, 중위가 돼 유방의 본대에 합류해 임진으로 갔다.
한왕 2년(기원전 206년) 10월 유방은 섬현에 이르렀고, 마침 진여의 공격을 받아 나라를 잃은 항산왕 장이를 받아들였다.
8월, 관영은 새나라의 서울 약양(櫟陽)을 공격해 함락시켰고, 새나라 왕 사마흔은 항복했다. 한나라는 새나라를 없애고 그 영토에 하상군과 위남군을 설치했다. 관영은 이후 폐구 포위에도 합류했으나, 얼마 못 가 유방의 본대에 합류했다. 8월, 정복(丁復)이 별군을 이끌고 주진(朱軫)이 기병대를 이끌고 적나라를 치니, 적나라 왕 동예도 항복했다. 한나라는 적나라를 없애고 그 땅에 적나라 분봉 이전처럼 상군을 설치했다.
11월, 한나라 기도위 근흡이 옹나라의 농서에서 장평을 격파하고, 농서 6현을 평정했다. 12월, 한나라 장군·농서도위 역상이 옹나라의 북지군과 상군을 함락했다. 역상은 오지(烏氏)에서 옹나라 장군을 무찔렀고, 순읍(栒邑)에서는 주유(周類)의 군대를, 이양(泥陽)에서는 소장(蘇駔)의 군대를 격파했다.
한왕 2년(기원전 205년) 정월에는 장평을 사로잡았다.
승상 소하는 파촉을 안정시키고 식량을 공급했다.
최종적으로 옹나라가 멸망한 것은 4월 팽성 전투에서 한나라가 패배한 후로, 약양으로 돌아온 한 고조는 6월 폐구를 수공으로 함락했다. 이 수공에서는 번쾌의 공이 으뜸이었다. 장한은 자결했다.